# 塩川実都
塩川 実都(しおかわ みなと)（活動名:みかんぴ(Mikqnpi)、1997年8月22日 - ）は、山口県出身福岡県在住の元eスポーツプロチームの運営として活動していたクリエイターである。。現在は、株式会社塩川商店の取締役として専門学校のeスポーツ講師を担い、Apex Legendsのチート利用者をBANする日本サーバー(APEX BAN HAMMER JP)の管理人として活動している。。
過去に(旧プロチーム)TEAM_XIAとして『Call of Duty World War II』にて2018 Call of Duty World League Anaheim OPEN、『Call of Duty Black Ops 4』にて2019 Call of Duty World League Las Vegas Openに出場。また同時期に数名のYouTuberやゲーム実況者の動画編集者としても活動。

## 来歴
2016年3月山口県立徳山高等学校卒業。
2020年3月久留米大学文学部情報社会学科卒業。大学在学中の2018年4月から2019年3月にCall of Duty プロチームXIA に所属し、チーム運営として活動する。2018年の6月にはCall of Duty World League Anaheim、12月にはCall of Duty World League Las Vegas に出場。2020年4月～2022年3月の期間、福岡デザイン＆テクノロジー専門学校へ勤務。2021年12月に著書eスポーツの科学を執筆。2022年4月より株式会社塩川商店取締役に就任。

## 経歴
2018年
　TEAM_XIA 所属(4月)
　YouTuber てんちむ 動画編集 (4月~不明)
　ゲーム実況者 ボドカ 動画編集 (6月~不明)
　YouTuber かねこあや 動画編集
　Call of Duty World League Anaheim 出場(6月)
　Call of Duty World League LasVegas 出場(12月)
2020年
　福岡デザイン＆テクノロジー専門学校 勤務(2020年4月~2022年3月)。
　福岡予選　ウイニングイレブン全国都道府県 スポーツ選手権 運営 
　九州予選　ウイニングイレブン全国都道府県 スポーツ選手権 運営 
2021年
　FM 福岡 havefan!e-sports 出演(1月) 
　堂村カスタム ディレクター(8月) 
　REP APEX SEASON2　運営(11月)
　PUBG GLOBAL CHAMPION SERIES 日本代表 E36 編集(11月)
　esports専門書 eスポーツの科学 執筆(12月)
2022年
　株式会社 塩川商店 取締役就任(4月~)

## 著書
2021年　eスポーツの科学　出版:ベースボール・マガジン社